# 艾尔德霍尔瓦蒂
艾尔德霍尔瓦蒂，是匈牙利包尔绍德-奥包乌伊-曾普伦州所辖的一个村。总面积50.11平方公里，总人口584，人口密度11.7人/平方公里（2011年1月1日）。